# Филармонический театр (Верона)
Филармонический театр (итал. Teatro Filarmonico) — главный оперный театр Вероны. Он используется Филармонической академией Вероны с момента своего основания, а также Фондом Арены ди Верона в качестве места для представлений в зимний период.

## История
Верона в начале XVIII века нуждалась в новом и постоянном оперном театре. Инициатива по его возведению принадлежала маркизу Шипионе Маффеи, представившего в венецианский сенат запрос на постройку здания театра. Его проект был поручен наиболее известному в то время театральному архитектору Франческо Галли да Биббьене. Работы начались в 1716 году и длились 13 лет, привлекшие также гравёров и художников со всей Европы. Наконец, 6 января 1732 года театр был открыт постановкой пасторальной драмы "Верная нимфа" Антонио Вивальди на либретто Шипионе Маффеи.

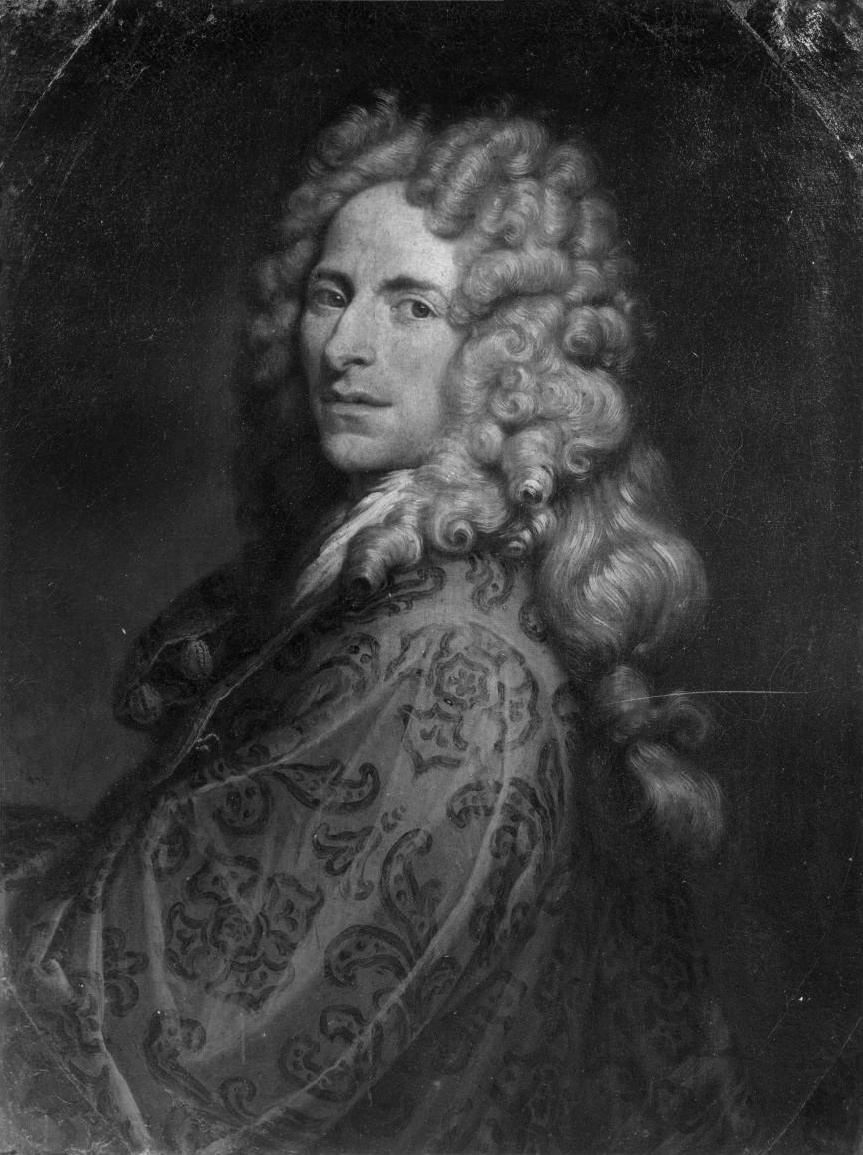
Франческо Галли да Биббьена

Театр и проводимые там постановки вскоре приобрели высокую репутацию и внимание ценителей, несмотря на отсутствия у Вероны какого-либо значительного политического статуса. Но 21 января 1749 года театр сгорел. Он был восстановлен с некоторыми изменениями и вновь открыт в 1754 году постановкой оперы «Луций Вер» неаполитанского композитора Давиде Переса.

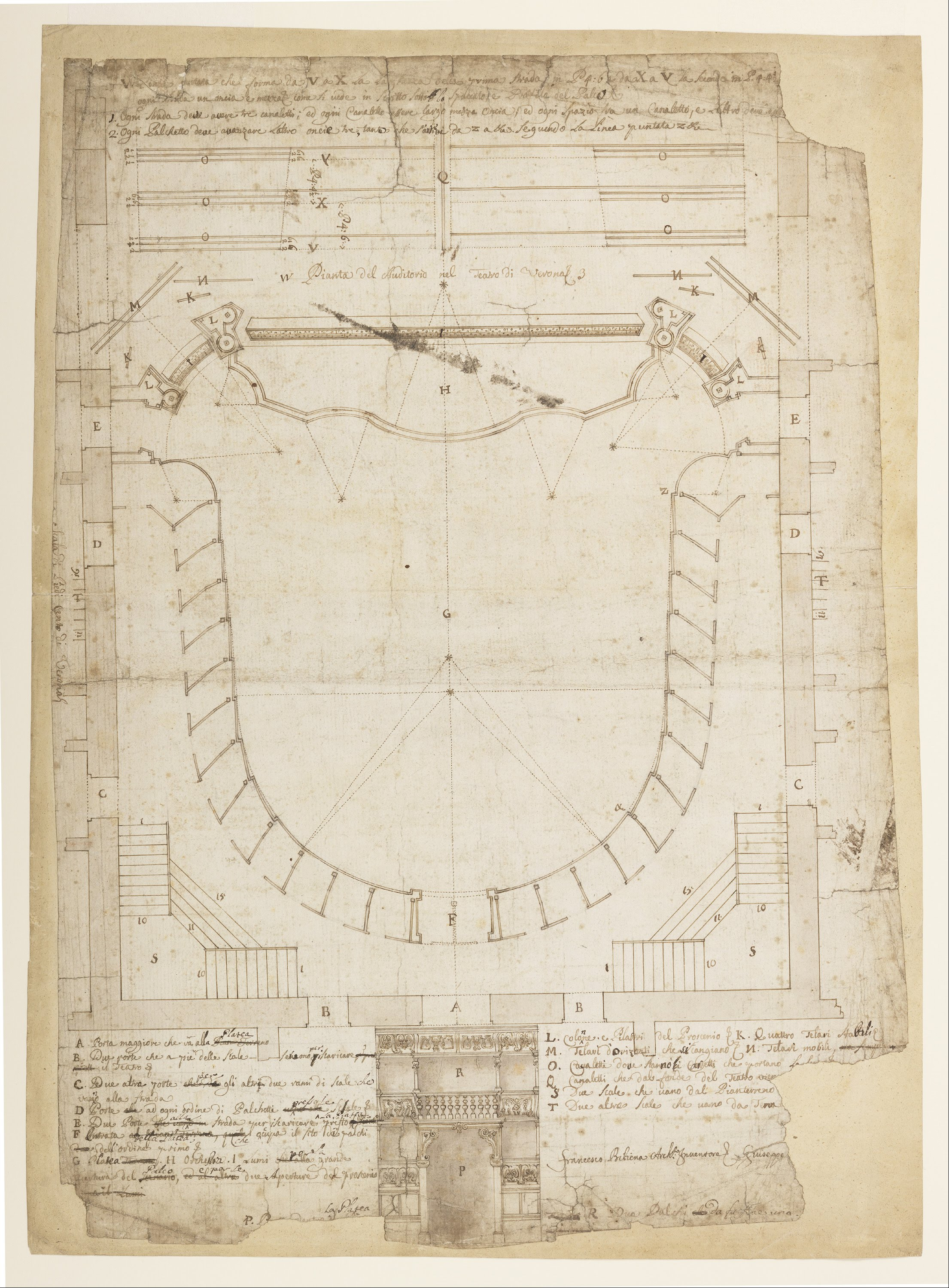
План первого зала.

23 февраля 1945 года театр был разрушен в ходе американско-британских бомбардировок Вероны. Работы по восстановлению продолжались довольно долго: театр был открыт лишь в 1975 году постановкой оперы "Фальстаф, или Три шутки" Антонио Сальери. В 1978 году  в театре состоялась мировая премьера оперы "Неистовый Роланд" Антонио Вивальди с Мэрилин Хорн в роли Орландо, режиссёром Пьер-Луиджи Пицци и дирижёром Клаудио Шимоне. В 2008 году на сцене театра состоялась итальянская премьера оперы Никсон в Китае.

## Премьеры
- 1732: La fida ninfa Антонио Вивальди
- 1735: L'Adelaide Антонио Вивальди
- 1735: Bajazet Антонио Вивальди
- 1737: Catone in Utica Антонио Вивальди
- 1741: Artaserse Пьетро Кьярини
- 1742: Amor fa l'uomo cieco Пьетро Кьярини
- 1743: Il Ciro riconosciuto  Пьетро Кьярини
- 1743: I fratelli riconosciuti  Пьетро Кьярини
- 1744: Tigrane Даниэля Даль Барбы
- 1744: Meride e Salimunte  Пьетро Кьярини
- 1744: Alessandro nelle Indie Пьетро Кьярини
- 1748: Lo starnuto d'Ercole Даниэля Даль Барбы
- 1749: Il finto Cameriere Даниэля Даль Барбы
- 1750: Ciro in Armenia Даниэля Даль Барбы
- 1751: Artaserse Даниэля Даль Барбы
- 1754: Lucio Vero Давиде Переса
- 1761: Alessandro nelle Indie Даниэля Даль Барбы
- 1775: Isola di Calipso Джузеппе Гаццаниги
- 1775: La contessina Никколо Пиччини
- 1822: Il vero omaggio Джоаккино Россини
- 1901: Le maschere Пьетро Масканьи
- 1997: Il gatto con gli stivali Марко Тутино
- 2008: Nixon in China Джона Адамса (итальянская премьера)
- 2008: Il Maestro di Go Алессандро Мельхиоре.